# トレーズ・クシュリナーダ
トレーズ・クシュリナーダ（Treize Khushrenada）は、日本のアニメ『新機動戦記ガンダムW』に登場する架空の人物。担当声優は置鮎龍太郎。

## 人物
- 人種：アーリア系[1][2]
- 年齢：24歳[1][2]
- 身長：181センチメートル[1][2]
- 体重：68キログラム[1][2]
- 瞳色：アイスブルー[注 1]
- 髪色：プラチナブロンド[注 1]

AC171年の秋に生まれる。地球圏統一連合・SMS（スペシャルズ/特別モビルスーツ部隊）創設者兼最高指揮官。本編開始時点でのOZ総帥。階級は上級特佐。レディ・アンを副官としている。AC193年着任。
常に冷静沈着で飄々とした態度を崩さず、総帥に相応しい風格を持ち、若きカリスマとして、多くの兵士から尊敬・崇拝されている。彼自身も白兵戦の達人かつ、優秀なモビルスーツパイロットであり、その技量はガンダムパイロットと同等以上。自然を愛し、闘いに対して独自の概念を持っている。ロームフェラ財団の一員で、彼の祖父は前代表。戦争の惨劇と悲しみを強く実感しており、戦死者の名前と人数をすべて覚えている。サンクキングダムのミリアルド・ピースクラフト（ゼクス・マーキス）とは個人的に親交がある。
OZの教官を務めていたころ、X-18999コロニーに赴任した際にクーデターの制圧に出動。その際にヒイロ・ユイによる司令部（なおこの時オペレーターとしてルクレツィア・ノインがいた）へのミサイル攻撃を自機を盾にして防ぎ負傷。その時に入院した病院の看護師をつとめていたのがレイア・バートンだった。
復帰後も数々の戦果を上げ、カタロニア将軍（ドロシーの父）の戦死後OZ総帥に就任。
名前の由来はフランス語の「13（treize）」。姓に関しては隅沢克之は「なにかの少女漫画にあったような気がする」と答えている。
小説『新機動戦記ガンダムW Frozen Teardrop』では、宇宙の平和的指導者ヒイロ・ユイの甥アインとアンジェリーナ・クシュリナーダの間に生まれ、弟ヴァンと共にクシュリナーダ家で生きていたことが明かされている。本来は長子であるが、アンジェリーナの再婚で生まれた弟が相応しいと彼を支え続けていた。
AC195 12/24、アルトロンガンダムのパイロットである張五飛との一騎打ちで戦死。享年24歳。

## 劇中での活躍
序盤では、コロニーから送り込まれてきた5機のガンダムの攻撃に対応する一方、統一連合軍の体制に限界を感じ、OZが歴史の表舞台に躍り出るべくクーデターを画策し、ガンダムのパイロット達に偽情報を送りニューエドワーズで行われた軍縮会議を襲撃させ、和平論者達を一掃させる。ただ一人トレーズの策略を見抜いていた張五飛はその喉元まで迫るが、その五飛に対してトレーズは生身同士での決闘を申し出る。それに応えた五飛と剣を交え、トレーズは鮮やかな剣技で五飛を破るが、資質を認めたことで気に入り、五飛を殺さずに再度の対決を楽しみにしていると言葉をかける。これによって五飛は敗北感を刻み付けられ、これ以来トレーズとの長い因縁と葛藤が始まる。
その後も地球においてガンダムたちを追い詰め、コロニーをも懐柔して宇宙にも進出するなどOZの躍進は続くが、一方トレーズは、組織に無断でガンダムを改修し、ヒイロとの個人的な決着をつけようとしたゼクスを、反逆者として処罰することをロームフェラ財団から迫られる。このためゼクスに70機もの追討部隊を差し向けるが、トレーズはそれを突破して生き延びることを期待していた。また自らも人間同士による崇高な戦いを理想とする事から、財団の合理主義によるモビルドール導入に反対する旨を表明し、OZ総帥の座を解任される。
その後ルクセンブルクの古城に幽閉され、しばらくその姿を消していたが、その中で自らの理念を体現したMSガンダムエピオンを完成させる。トレーズは、戦うべき道しるべを失ったヒイロを城に招き入れ、お互いの考えを語り合おうとするが、ヒイロは「今もお前のために多くの兵士が死んでいっているのに、なぜ歴史の表に立たない」とトレーズに問う。更に「終わらせるべきは、自分のむなしい戦いだ」と言うヒイロに、この機体で今一度自分の戦う意義を模索するようにと、ヒイロにガンダムエピオンを託す。
その後、サンクキングダムを追われ、デルマイユに祭り上げられる形でリリーナ・ピースクラフトが財団代表及び世界国家元首に着任するが、リリーナはデルマイユの手に負えない求心力を発揮し、財団の支持を集める。財団はリリーナの元で軍事主義の見直しやコロニーとの和解への道を進み始めるが、ミリアルド･ピースクラフトとしてホワイトファングの司令官になった兄ゼクスが、地球排除を宣言する。
それに対処すべくトレーズが再びOZ総帥として表舞台に復帰、リリーナを財団代表の座から解任させ、ロームフェラから解き放つ。そして自ら世界国家元首にも着任して地球上の軍事力を統一、ホワイトファングとの全面対決に臨む。この過程でおいて独断でリーブラの奪還を行おうとしたOZ宇宙軍の残党をOZから除名するなど、宇宙の全権をホワイトファングにあえて譲り渡すかのような動きを見せたが、トレーズはゼクスと対決することで、共に今度の戦いを最後に、戦争の歴史に幕を引く役を担うことを意図していた。戦いの最終局面では自らトールギスIIを駆り、地球に矛先を向けるリーブラを陥落させるべく、世界国家軍を率いてホワイトファングと激戦を繰り広げる。その最中、再び五飛と合いまみえ今度はMSで決闘を行う。激闘の末、アルトロンの矛がトールギスIIを貫いてトレーズは敗れ、戦争開始から10万と10人目の戦死者となった（ただし、小説版『Endless Waltz』ではトレーズは戦死者数を「99,812人」と述べており、五飛に敗北した際、トレーズは10万人目の戦死者として記されている）。
この決着を五飛は、トレーズがあえて隙を見せて突進して自分の機体を貫かせたと思い、「勝ち逃げ」されたとトレーズへの葛藤に決着をつけることが出来ず、『Endless Waltz』で五飛がマリーメイア軍に反旗を翻すきっかけを作った。しかし小説版『Endless Waltz』で、それは五飛の誤解である事が明かされており、トレーズはこの時本気で五飛を斃そうとしていた。これは五飛が東洋人であるために「武士道」を重んじるのに対し、トレーズは「騎士道」を重んじていたがためのギャップと説明されている。またトレーズが、人々の戦おうとする姿勢を「美しい」と感じる一方で、大量の人命を奪う事になる戦争を「悪」と考えており（そもそも、戦争で犠牲となるのは戦う兵士以上に戦わない、戦えない非戦闘員であり、トレーズの中で、このふたつの感覚は矛盾しない）、それ故、戦争を引き起こそうとする自分を決して英雄視せず、「悪」と断じて最後まで肯定しなかった五飛を「最大の理解者」と評したのは、本心からの事である。
その墓碑銘には「平和のための礎となり、信念のままに死す」と記される。

## 主な搭乗機
- OZ-06MS リーオー
- OZ-00MS2 トールギスII

## 評価
『愛と戦いのロボット 完全保存版』で発表されたアンケート「みんなで選ぶロボットアニメーションベスト100」では、「一番美しい悪役・敵役は？」で第3位にランクインした。